# سمالوط

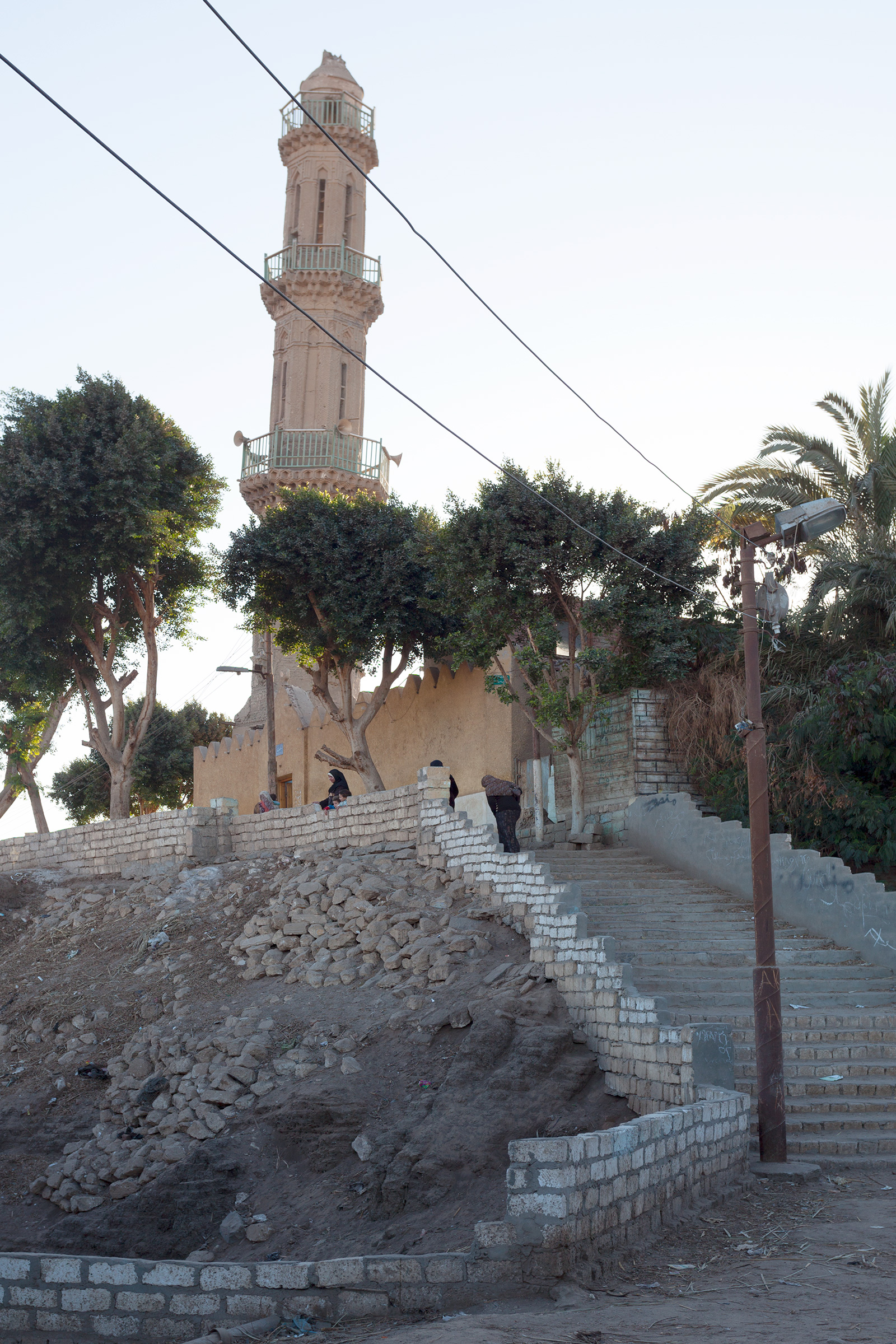
إحدى مساجد سمالوط القديمة

مدينة سمالوط هي إحدى مراكز محافظة المنيا في مصر، وهي تقع على بعد 25 كم شمال مدينة المنيا، ويعتقد أن السيدة مريم مكثت بها لبعض الوقت أثناء إقامتها في مصر. وأصل التسمية هي كلمة "سومالوت"؛ وتعني المياه الضحلة، وسميت بهذا الاسم من قِبل البحارة النوبيون الذين كانوا يمرون بالمنطقة في ذروة فيضان النيل. ويتسم مركز سمالوط بأنه مركز زراعي، ويشتهر بزراعة المحاصيل التقليدية من حبوب وعنب وقطن.

## المناطق الأثرية
يوجد بسمالوط دير السيدة العذراء، وتم بنائه في عهد الإمبراطورة هيلانة أم قسطنطين الأول عام 328 م، وأيضا منطقة البابين الفرعونية وتقع بقرية بني خالد ويرجع تاريخها إلى ما يقرب من أربعة آلاف سنة قبل الميلاد، ويعتقد أن بعض الأحجار التي بُنيت بها الأهرامات نُقلت من هذه المنطقة. ومن أهـم الآثار بها معبد حتحور، ومن ضمن الآثار هناك المسجد العتيق وهو من أقدم مساجد محافظة المنيا ويقع جنوب مدينة سمالوط وقد بُني في عام 978 م، ويُسمى بأسماء عديدة منها مسجد الشيخ الجنيدي والمسجد ذو المئذنة المائلة. بالإضافة لبعض الكنائس والأديرة الأثرية.

## قرى سمالوط
يضم مركز سمالوط ثمان وحدات قروية محلية ويتبعها 54 تابع:
- قرية السرارية
- عزبة فلتاؤوس
- الزكايبيه
- قرية الطيبة
- قرية عزبة القمادير
- قرية أسطال
- قرية القطوشة
- قرية داقوف
- قرية بني غنى
- قرية بني خالد
- قرية البيهو
- قرية كوم اللوفي
- قرية شوشة
- قرية طحا الأعمدة
- قرية قلوصنا
- قرية منقطين
- قرية التوفيقية
- قرية الشيخ عبد الله
- قرية أطسا المحطة
- قرية أطسا البلد
- قرية طرفا
- قرية الروبي
- قرية الصليبة
- قرية الشوادي (نزلة شادي)
- قرية الدرابسة (بني سمرج)
- قرية المشارقة
- قرية السوبي
- قرية أبو سيدهم
- قرية الجزائر (الفاروقية)
- قرية دير سمالوط
- قرية عزبة محمود بديني (المشارقة القبلية)[بحاجة لمصدر]
- قرية القمادير

## أعلام
- عمار الشريعي

## وصلات خارجية
- صفحة سمالوط في موقع جامعة المنيا
- صفحة سمالوط في موقع محافظة المنيا